# Bayerische EG 2
Die Bayerische EG 2 war eine elektrische Güterzuglokomotivbaureihe der Königlich Bayerischen Staatseisenbahnen, die für den Betrieb auf den Strecken Freilassing–Bad Reichenhall und Bad Reichenhall–Berchtesgaden vorgesehen war. Sie war ähnlich wie die preußischen EG 511-537 und daher konventioneller als die EG 1 konstruiert. Von der EG 2 sind keine Sachzeugen erhalten geblieben.

## Geschichte
Die Verbindung Salzburg–Berchtesgaden wurde zwischen 1912 und 1914 elektrifiziert. Die Königlich Bayerischen Staatseisenbahnen wollten damit den elektrischen Zugbetrieb erproben. 1912 wurden dazu zwölf Probelokomotiven bestellt, darunter waren auch die EG 2. Jede dieser Lokomotivreihen erhielt ihre elektrische Ausrüstung von einer anderen Firma.
Alle anderen bestellten Lokomotiven konnten bis 1915 rechtzeitig ausgeliefert werden, aber die Fertigstellung der EG 2 wurde durch den Ersten Weltkrieg verhindert, sodass diese erst fünf Jahre später den Einsatz aufnahmen. Bestellt waren die Lokomotiven als Bayerische EG 2 × 2/2, durch die verspätete Ablieferung haben sie nur die Bezeichnung EG 2 getragen. Ab 1926 wurden die Loks als E 70 21 und E 70 22 bezeichnet. Mit der Leistung lagen die Lokomotiven im Bereich der anderen für diese Strecke ausgeführten Lokomotiven. Über den Einsatz ist wenig zu erfahren, lediglich ein Foto zeigt die Lokomotive 1922 zwischen Freilassing und  Berchtesgaden. Jedenfalls müssen sie sich im Betrieb bewährt haben, denn sie gelangten noch in den Bestand der Deutschen Bundesbahn, wo sie erst 1950/1951 ausgemustert wurden.

## Technische Merkmale
Mit ihren zwei niedrigen, runden Vorbauten, unter denen je ein zweiachsiger Stangenantrieb untergebracht war, ähnelten die EG 2 etwas der E 71, jedoch waren in der äußeren Gestaltung unverkennbar bayrische Elemente, wie Übergangstritte an der Stirnseite und dafür Geländer an den Vorbauten vorbei sowie die Lokkastengestaltung zu entdecken. Allerdings gab es bei Transformatoren und Steuerung deutliche Unterschiede. Ein deutlicher Gegensatz ist zur EG 1 mit ihrem vorbautenlosen Tatzlager-Einzelachsantrieb festzustellen, der erst einige Jahre nach der Fertigstellung der EG 2 in Serienlokomotiven eingebaut wurde.
Auf einer Seite befand sich bei der EG 2 nur ein einzelnes Fenster zwischen den Führerstandstüren, während auf der anderen zwei waren. Der Hauptrahmen war ein Profilstahlrahmen zur Übertragung der Zug- und Stoßkräfte. Die Verbindung zu den Drehgestellen wurde über gefederte Stempel vorgenommen.
Der Haupttransformator war als fremdbelüfteter Trockentransformator ausgeführt, er war genau in der Mitte des Lokkastens in einer abgeschlossenen Hochspannungskammer untergebracht. Auf der Sekundärseite besaß er 14 Anzapfungen für die Fahrmotorensteuerung und die Hilfsbetriebe. Ob er auch später eine Anzapfung für die Zugheizung erhalten hatte, geht aus den Unterlagen nicht hervor. Ausgestattet waren die Lokomotiven mit zwei 16-poligen Einphasen-Reihenschlussmotoren. Die Steuerung erfolgte über eine damals übliche Schlittensteuerung, von der bei der E 90 bekannt war, dass sie in der Instandhaltung  billig, in der Bedienung recht schwergängig war.